# 루이스 수아레스 (1997년)
루이스 하비에르 수아레스 차리스(스페인어: Luis Javier Suárez Charris, 1997년 12월 2일 ~ )는 콜롬비아의 축구 선수이다. 그의 포지션은 중앙 공격수로, 현재 포르투갈 프리메이라리가의 스포르팅 CP에서 활약하고 있다.

## 클럽 경력
산타마르타에서 태어난 수아레스는 2015년 10월 5일, 1-3으로 패한 아메리카 데 칼리와의 카테고리아 프리메라 B 경기에서 후반 교체로 들어가 레오네스에서 1군 데뷔전을 치렀다. 이듬해 3월 1일, 8번의 1군 경기에 출전한 후, 그는 완전 영입 옵션과 함께 2017년까지 그라나다 CF로 임대되었고, 세군다 디비시온 B의 리저브팀으로 배정되었다.
2017년 7월 17일, 왓퍼드로 이적한 수아레스는 3부 리그의 레알 바야돌리드 B로 1년 임대되었다. 이듬해 7월 9일, 그는 11골을 넣은 후, 세군다 디비시온의 짐나스틱 데 타라고나로 임대 이적하였다.
2018년 8월 20일, 수아레스는 1-1로 비긴 CD 테네리페와의 홈 경기에서 테테 모렌테와 교체되어 프로 데뷔전을 치렀다. 10월 7일, 그는 1-1로 비긴 카디스 CF와의 경기에서 동점골을 터트려 짐나스틱에서의 첫 골을 기록했다.
2019년 6월 21일, 수아레스는 또 다시 스페인 2부 리그에 속해 있는 레알 사라고사로 임대되었다. 그는 정규 시즌을 19골로 마감하며 팀의 최다 득점자가 되었지만, 임대 계약이 끝나면서 승격 플레이오프전에 출전할 수 없었다.
2020년 10월 2일, 수아레스는 그라나다와 5년 계약을 맺고 복귀했다. 이적료는 £10M이다.
2022년 7월 18일, 프랑스 클럽 마르세유는 수아레스의 영입을 발표하였다. 12월 5일, 그는 완전 영입 옵션과 함께 알메리아와의 임대 계약에 합의하고 스페인 1부 리그로 복귀하였다.